# Sayri Tupac
 (mars 2017).
Si vous disposez d'ouvrages ou d'articles de référence ou si vous connaissez des sites web de qualité traitant du thème abordé ici, merci de compléter l'article en donnant les références utiles à sa vérifiabilité et en les liant à la section « Notes et références ».

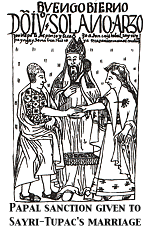

Sayri Túpac est un inca quechua, fils de Manco Inca, mais qui n'avait pas l'esprit de lutte de son père. Il succéda à ce dernier en 1545 après son assassinat à la suite d'une trahison.

## Biographie
Convaincu par un de ses proches qui était fidèle aux intérêts des conquérants, il choisit de se subordonner à la couronne d'Espagne, lors d'un voyage à Lima. En contrepartie, il obtint certains privilèges et des terres s'étendant sur les districts actuels de Yucay, d'Urubamba, de Maras et de Chicheros. Il se fit construire un palais en brique de pierres séchées à Yucay. 
Il mourut en 1561, peut-être empoisonné par des quechuas qui résistaient encore aux conquistadors. Après sa mort, son frère, Titu Kusi Yupanqui, lui succéda.